# Ramena kost
Ramena kost (lat. humerus) ili nadlaktična kost je duga kost koja seže od ramena do lakta. Na ramenoj kosti razlikujemo: gornji (proksimalni) kraj, trup ramene kosti (lat. corpus humeri) i donji (distalni) kraj.
Gornji kraj ramene kosti je uzglobljena s lopaticom u ramenom zglobu (lat. articulatio humeri), a donji kraj s palčanom kosti i lakatnom kosti u zglobu lakta (lat. articulatio cubiti).

## Strukture

### Gornji kraj
Gornji kraj ramene kosti sastoji se od glave ramene kosti (lat. caput humeri), velike kvrge (lat. tuberculum majus) i male kvrge (lat. tuberculum minus). Ispod svakih od kvrga spuštaju se grebeni: crista tuberculi minoris (lat.) i crista tuberculi majoris (lat.).
Između grebena nalazi se žlijeb, sulcus intertubercularis (lat.). 
Ispod grebena nalazi se kirurški vrat ramene kosti (lat. collum chirurgicum) (mjesto gdje najčešće nastaju prijelomi ramene kosti).

### Trup
Na trupu ramene kosti nalazimo tri ploštine:
- prednja lateralna ploština ramene kosti (lat. facies anterior lateralis)
- prednja medijalna ploština ramene kosti (lat. facies anterior medialis)
- stražnja ploština ramene kosti (lat. facies posterior)

Na prednjoj lateralnoj ploštini nalazi se hrapavost, tuberositas deltoidea (lat.).
Stražnja ploština sadrži žlijeb, sulcus nervi radialis (lat.). 

### Donji kraj
Na donjem kraju nalazi se srednji dio sa zglobnim tijelima, zglavak ramene kosti (lat. condylus humeri), te medijalni nadzglavak ramene kosti (lat. epiconylus medialis) i lateralni nadzglavak ramene kosti (lat. epiconylus lateralis).
Zglavak čine glavica ramene kosti (lat. capitulum humeri) i valjak ramene kosti (lat. trochlea humeri). Glavica služi kao zglob s palčanom kosti, a valjak s lakatnom kosti.
Na prednjoj strani zglavka nalaze se vjenčana jamica (lat. fossa coronoidea) i palčana jamica (lat. fossa radialis), a na stražnjoj fossa olecrani (lat.). 
Na stražnjoj strani medijalnog nadzglavka nalazi se žlijeb, sulcus nervi ulnaris (lat.).

## Polazište i hvatište mišića
Za ramenu kost se hvataju (i polaze s nje) mišići:
- deltoidni mišić hvata se za hrapavost (tuberositas deltoidea (lat.))
- veliki prsni mišić, veliki obli mišić i najširi leđni mišić, hvataju se za gornji kraj ramene kosti
- nadlaktični mišić i nadlaktičnopalčani mišić polaze, a kljunastonadlaktični mišić hvata se za ramenu kost
- troglavi nadlaktični mišić (dvije glave) i lakatni mišić polaze s ramene kosti